# ViajaNet
O ViajaNet é uma agência brasileira de viagens online. Propriedade da empresa TVLX VIAGENS E TURISMO S/A, o empreendimento atua nos segmentos de turismo e internet comercializando passagens aéreas nacionais e internacionais,
parcerias com serviços de hospedagem e locação de automóveis.
A empresa tem quadro de 300 funcionários, mais de 4 milhões de usuários cadastrados e mais de 5 milhões de visitas por mês em média em seu site. No início de 2016, o ViajaNet venceu a campanha Agências de Elite, promovida pela TAM.

## História
O site, fundado por Bob Rossato e Alex Todres em 2009, está sediado na cidade de São Caetano do Sul, estado de São Paulo. Tem como objetivo facilitar a compra de passagens aéreas online.
Devido ao rápido crescimento, o ViajaNet atraiu o investimento de diversos fundos. São eles: Redpoint Ventures (EUA), que tem investimentos em Netflix e TiVo; General Catalyst (EUA), sediado em Boston e com grande presença no mercado mundial de viagens online; Pinnacle Ventures; IG Expansion, da Espanha. Desses fundos, Pinnacle Ventures e Red Point Ventures estão sediados no Vale do Silício, este último também com presença no Brasil, a Red Point eventures. Em 2011, o ViajaNet recebeu aporte de US$ 19 milhões.
Atualmente, a agência de viagens online tem conectado em seu site mais de 900 companhias aéreas. O ViajaNet trabalha com as maiores linhas aéreas nacionais e internacionais do país, oferecendo todas as rotas comerciais disponíveis no mercado, além de opções de hospedagem e locação de automóveis.
O ViajaNet tem como prioridade e marca registrada o bom atendimento a seus clientes. O empenho em manter essa tradição resultou no selo RA1000, reconhecimento de excelência máxima em atendimento do site Reclame Aqui.

### White-labels
Aderindo à tendência da estratégia white-label, o portal oferece seus serviços para outras empresas os renomearem e utilizarem como se fossem deles. A iniciativa começou em 2015. Tem parceria com Saraiva, Walmart, TIM Brasil, entre outros. As plataformas são totalmente operacionalizadas pelo ViajaNet.

### Econômetro e Quando Viajar
O Econômetro, criado em 2013, é um recurso do portal que informa o quanto há de economia em cada opção de compra. A ferramenta calcula o preço médio pesquisado nos últimos 90 dias e indica se há desconto de fato para o cliente.
Em 2015, o ViajaNet disponibilizou uma ferramenta pioneira para a pesquisa de passagens áreas. Chamada Quando Viajar, ela conta com uma extensa plataforma de pesquisa que cruza mais de 20 milhões de consultas mensais para mostrar ao usuário as opções mais econômicas para aquisição de passagens aéreas.
Os resultados são exibidos de acordo com as ofertas das companhias aéreas, demonstrando quais são os períodos mais econômicos para viagens em mais de 200 destinos espalhados dentro e fora do país.

## Prêmios e reconhecimentos
- 2016: Campanha Agências de Elite, da TAM[17]
- 2015: Markie Awards (finalista Best Data Activation)[18]
- 2014: Prêmio Época Reclame Aqui (top 5)[19]
- 2014: Adrian Awards (vencedor)[20][21]
- 2012: Certificação Return Path[22]